# Чайкино (Алтайский край)
Чайкино — село в Шелаболихинском районе Алтайского края, Россия. Входит в состав Крутишинского сельсовета.

## История
В деревне Крутишка в 1932 году был образован совхоз № 306. Производственные мощности расширяли с помощью новых отделений, для которых искали подходящие для сельскохозяйственных работ места. Недалеко от реки Крутишка находилась естественная впадина, к которой от реки был прорыт канал. Искусственное озеро быстро заселили чайки, в 1933 году на его берегах было образовано новое поселение — Чайкино.
На 1 января 1939 года здесь жили 304 человека, на 1 января 1948 года — 308. В 1959 году по Всесоюзной переписи в селении числилось 110 хозяйств и 407 человек.
В 1962 году все населённые пункты Шелаболихинского района были переданы в состав Павловского района.
Указом Президиума Верховного Совета РСФСР от 15.08.1985 года из территорий Павловского и Тюменцевского районов вновь был образован Шелаболихинский район, в состав которого вернулось село Чайкино.

## География
Село находится на берегу озера Чайкино.
Уличная сеть
В селе 6 улиц.
Расстояние до: 
- районного центра Шелаболиха 60 км.
- краевого центра Барнаул 126 км.

Ближайшие населённые пункты
Крутишка 5 км, Быково 5 км, Юдиха 8 км, Подгорный 11 км, Киприно 12 км, Сакмарино 16 км, Луговое 16 км, Селезнево 19 км.
Климат
В районе наблюдается умеренно континентальный климат. Малооблачная погода способствует притоку солнечной радиации, благодаря чему лето сухое и жаркое. Зима продолжительная, снежная, с метелями. Весна и осень короткие, могут быть, как ненастными, с крайне неустойчивой погодой, так и теплыми. Погода зависит от смены южных и северных потоков воздуха.

## Население
| 1997 | 1998 | 1999 | 2000 | 2001 | 2002 | 2003 |
| ---- | ---- | ---- | ---- | ---- | ---- | ---- |
| 273  | ↘265 | ↗384 | ↘352 | ↗359 | →359 | ↘353 |
| 2004 | 2005 | 2006 | 2007 | 2008 | 2009 | 2010 |
| ↗355 | ↘337 | ↗344 | ↘342 | →342 | ↘301 | ↘259 |
| 2011 | 2012 | 2013 |      |      |      |      |
| ↘256 | ↘239 | ↗243 |      |      |      |      |

## Инфраструктура
В селе функционируют частные предприятия: ООО «Чайкино-1» занимается сельскохозяйственной деятельностью, ООО «Фуникс» в селе Чайкино организует туристические и иные коммерческие направления. Торговлю продуктами питания и розничными товарами осуществляет Шелаболихинское районное потребительское общество, оно же ведет заготовительную и перерабатывающую деятельность.
В селе есть филиал «Крутишинской сельской библиотеки» и «Чайкинский сельский клуб» — филиал муниципального казенного учреждения культуры «Культурно-досуговый центр» МО Крутишинского сельсовета. Дети обучаются в средней школе соседнего села Крутишка.